# 派恩伍德 (南卡罗来纳州)
派恩伍德（英語：Pinewood）是美国南卡罗来纳州下属的一座城市。城市类型是“Town”。其面积大约为1.07平方英里（2.77平方公里）。根据2010年美国人口普查，该市有人口538人，人口密度约为每平方 英里502.33人（约合每平方公里193.96人）。